# ŽNL Šibensko-kninska 2003./04.
Ovaj članak je podtema članka: 4. rang HNL-a 2003./04.

ŽNL Šibensko-kninska u sezoni 2003./04. je predstavljala jedinu županijsku ligu u Šibensko-kninskoj županiji, te ligu četvrtog stupnja hrvatskog nogometnog prvenstva. 
 
Sudjelovalo je ukupno sedam klubova, a prvak je bio klub "Zagora" iz Unešića. 

## Sustav natjecanja
Šest klubova u konkurenciji je igralo četverokružnu ligu (20 utakmica), dok je momčad "Šibenik II" nastupala van konkurencije te nije odigrala sva kola.

## Sudionici
- Dinara – Knin
- DOŠK –  Drniš
- Mihovil – Šibenik
- SOŠK – Skradin
- Šibenik II – Šibenik
- Vodice  – Vodice
- Zagora – Unešić

## Ljestvica
| Poz. | Momčad            | U  | P  | N | I  | G+ | G– | G+/– | Bod. | Nastavak natjecanja ili ispadanje |
| ---- | ----------------- | -- | -- | - | -- | -- | -- | ---- | ---- | --------------------------------- |
| 1.   | Zagora Unešić (P) | 20 | 17 | 2 | 1  | 53 | 7  | +46  | 53   | Kvalifikacije za 3. HNL – Jug     |
| 2.   | Vodice            | 20 | 15 | 3 | 2  | 54 | 14 | +40  | 48   |                                   |
| 3.   | Dinara            | 20 | 10 | 2 | 8  | 45 | 22 | +23  | 32   |                                   |
| 4.   | SOŠK Skradin      | 29 | 12 | 5 | 12 | 24 | 43 | −19  | 41   |                                   |
| 5.   | Mihovil           | 20 | 3  | 3 | 14 | 10 | 44 | −34  | 12   |                                   |
| 6.   | DOŠK Drniš        | 20 | 3  | 1 | 16 | 11 | 67 | −56  | 10   |                                   |
| 7.   | Šibenik II        | 0  | 0  | 0 | 0  | 0  | 0  | 0    | 0    | nastupali van konkurencije        |

## Rezultatska križaljka
| kratica | klub            | DIN | DOŠK | MIH | SOŠK | VOD | ZAG | ŠIB |
| --- | --------------- | --- | ---- | --- | ---- | --- | --- | --- |
| DIN | Dinara Knin     |     |      |     |      |     |     |     |
| DOŠK | DOŠK Drniš      |     |      |     |      |     |     |     |
| MIH | Mihovil Šibenik |     |      |     |      |     |     |     |
| SOŠK | SOŠK Skradin    |     |      |     |      |     |     |     |
| VOD | Vodice          |     |      |     |      |     |     |     |
| ZAG | Zagora Unešić   |     |      |     |      |     |     |     |
| ŠIB | Šibenik II      |     |      |     |      |     |     |     |
| |                 |     |      |     |      |     |     |     |
| podebljan rezultat - 1. i 3 utakmica između klubova rezultat normalne debljine - 2. i 4. utakmica između klubova) rezultat nakošen - nije vidljiv redoslijed odigravanja međusobnih utakmica iz dostupnih izvora rezultat nakošen i smanjen * - iz dostupnih izvora nije uočljiv domaćin susreta prekrižen rezultat - poništena ili brisana utakmica p - utakmica prekinuta 3:0 p.f. / 0:3 p.f. - rezultat 3:0 bez borbe |                 |     |      |     |      |     |     |     |

 Izvori: 